# Long Island (Kansas)
Long Island és una població dels Estats Units a l'estat de Kansas. Segons el cens del 2000 tenia 155 habitants.

## Demografia
Segons el cens del 2000, Long Island tenia 155 habitants, 67 habitatges, i 45 famílies. La densitat de població era de 136 habitants/km².
Dels 67 habitatges en un 25,4% hi vivien nens de menys de 18 anys, en un 62,7% hi vivien parelles casades, en un 1,5% dones solteres, i en un 32,8% no eren unitats familiars. En el 31,3% dels habitatges hi vivien persones soles el 14,9% de les quals corresponia a persones de 65 anys o més que vivien soles. El nombre mitjà de persones vivint en cada habitatge era de 2,31 i el nombre mitjà de persones que vivien en cada família era de 2,91.
Per edats la població es repartia de la següent manera: un 23,2% tenia menys de 18 anys, un 9,7% entre 18 i 24, un 23,9% entre 25 i 44, un 23,2% de 45 a 60 i un 20% 65 anys o més.
L'edat mediana era de 40 anys. Per cada 100 dones de 18 o més anys hi havia 105,2 homes.
La renda mediana per habitatge era de 29.250 $ i la renda mediana per família de 32.321 $. Els homes tenien una renda mediana de 27.083 $ mentre que les dones 17.813 $. La renda per capita de la població era de 14.722 $. Cap de les famílies i el 5,9% de la població estaven per davall del llindar de pobresa.

## Poblacions més properes
El següent diagrama mostra les poblacions més properes.